# Erissus
Genre
Erissus est un genre d'araignées aranéomorphes de la famille des Thomisidae.

## Distribution
Les espèces de ce genre se rencontrent au Brésil, au Pérou et au Venezuela.

## Liste des espèces
Selon World Spider Catalog (version 18.0, 06/02/2017) :
- Erissus angulosus Simon, 1895
- Erissus bateae Soares, 1941
- Erissus bilineatus Mello-Leitão, 1929
- Erissus fuscus Simon, 1929
- Erissus mirabilis (Soares, 1942)
- Erissus roseus Mello-Leitão, 1943
- Erissus sanctaeleopoldinae (Soares & Soares, 1946)
- Erissus spinosissimus Mello-Leitão, 1929
- Erissus truncatifrons Simon, 1895
- Erissus validus Simon, 1895

## Publication originale
- Simon, 1895 : Histoire naturelle des araignées. Paris, vol. 1, p. 761-1084 (texte intégral).